# Forms Data Format
Das Forms Data Format (FDF) basiert auf PDF, verwendet die gleiche Syntax und hat im Wesentlichen die gleiche Dateistruktur, ist aber wesentlich einfacher als PDF aufgebaut, da der body eines FDF-Dokuments aus nur einem benötigten Objekt besteht. Das Formular-Datenformat ist in der PDF-Spezifikation definiert (seit PDF 1.2) und kann verwendet werden, wenn Formulardaten an einen Server gesendet, die Antwort empfangen und in das interaktive Formular integriert werden. Es kann auch zum Exportieren von Formulardaten in eigenständige Dateien verwendet werden, die wieder in das entsprechende interaktive PDF-Formular importiert werden können.
Das XML Forms Data Format (XFDF) ist die XML-Version von FDF.